# Донаньи, Клаус фон
Клаус фон Дона́ньи (нем. Klaus von Dohnányi; род. 23 июня 1928, Гамбург) — немецкий политик. Внук Эрнста фон (Эрнё) Донаньи, сын Ганса фон Донаньи, брат Кристофа фон Донаньи.
Среднее образование получил в лейпцигской школе Святого Фомы. В 1944 году был мобилизован в вермахт. По окончании Второй мировой войны изучал право в Германии, затем в Йельском университете. Работал юрисконсультом на заводе «Форд» в Кёльне, затем в институте маркетинговых исследований. В 1957 году вступил в Социал-демократическую партию Германии.
Политическая карьера фон Донаньи началась в 1968 году, когда он был назначен заместителем министра (статс-секретарём) экономики и труда ФРГ. В 1969 году он был избран депутатом бундестага (сохранял мандат до 1981 года) и назначен «парламентским статс-секретарём» (собственно, заместителем министра) в Министерство образования и науки ФРГ, а в 1972—1974 годах занимал министерский пост. В 1976—1981 годах фон Донаньи был парламентским статс-секретарём в министерстве иностранных дел. В 1981 году он ушёл в отставку из министерства и сложил депутатские полномочия в связи с избранием на пост обер-бургомистра Гамбурга, который занимал до 1988 года.
Супруга Клауса фон Донаньи — писательница Улла Хан. Их сын, Иоганнес фон Донаньи (род. 1952) — известный германский журналист.